# Golden Sixty
Golden Sixty (chinois : 金鎗六十) est un cheval de course pur-sang anglais, né en 2015, spécialiste des courses de plat. Il est l'un des plus grands champions de l'histoire des courses à Hong Kong et le cheval ayant remporté le plus de gains dans l'histoire des courses mondiales.

## Carrière de courses

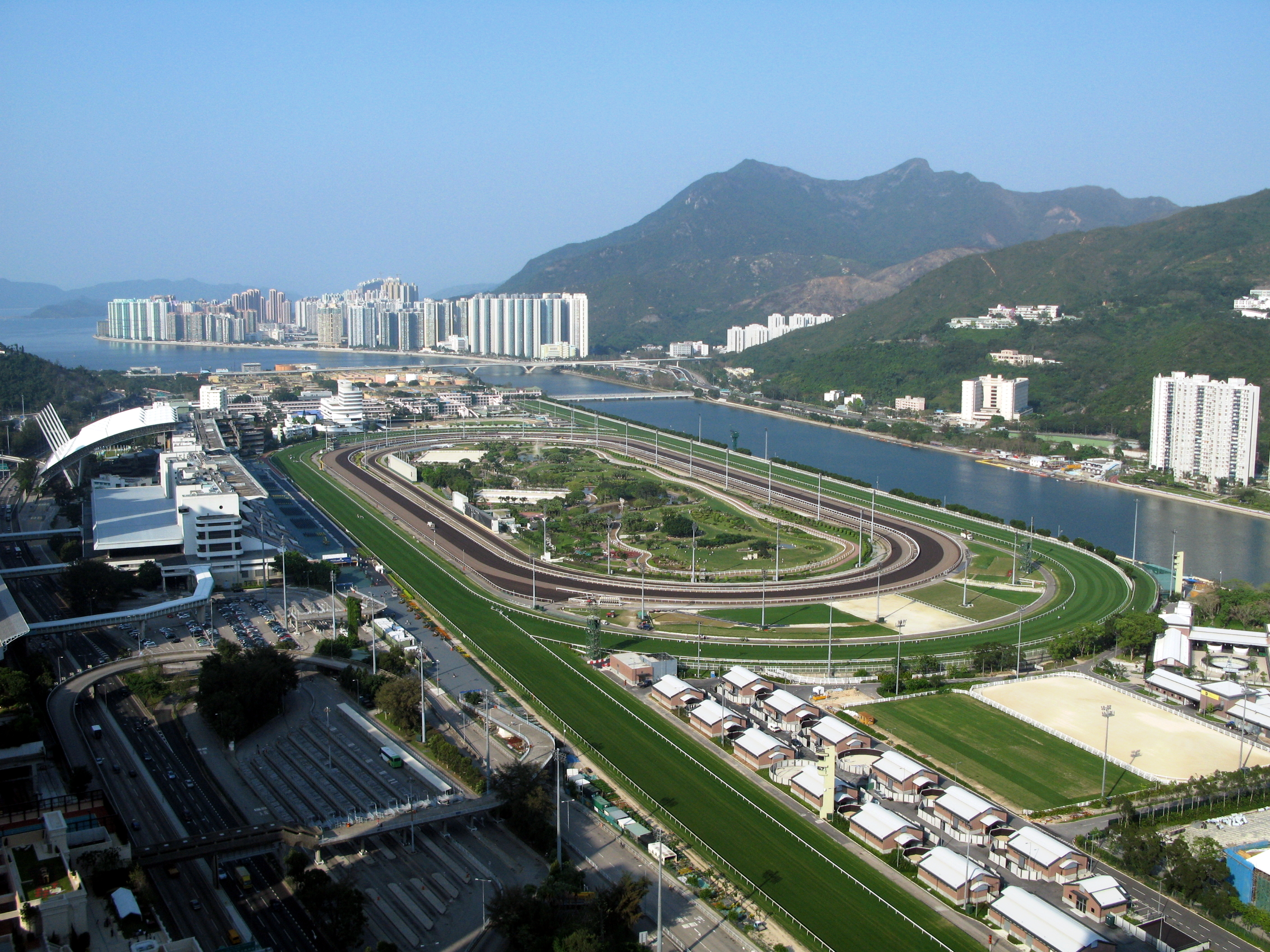
L'hippodrome de Sha Tin

Né en Australie, Golden Sixty est acquis yearling pour AS$ 120 000 avant de repasser sur le ring dix mois plus tard, en Nouvelle-Zélande cette fois, où il est acquis pour NZ$ 300 000 par le hongkongais Stanley Chan Ka Leung. Il est castré et envoyé à l'entraînement chez Francis Lui, qui le fait débuter dans un handicap fin mars 2019 sur l'hippodrome de Sha Tin, le seul qu'il fréquentera durant toute sa carrière. D'emblée, Golden Sixty s'avère un compétiteur hors du commun, souvent pénalisé par des départs moyens, parfois englué dans le peloton, mais toujours capable d'éteindre ses rivaux par la puissance de son accélération et de son finish. Il ainsi remporte ses trois premières courses avant d'échouer radicalement pour sa dernière sortie de la saison (qui, dans l'hémisphère sud, s'achève à l'été). Ce sera la seule défaite de sa carrière. En septembre 2019, reprend le cours de ses victoires dans des handicaps avant de se frotter pour la première fois, le 1er janvier 2020, au niveau des groupes dans la Chinese Club Challenge Cup, un groupe 3 qu'il remporte brillamment. Ensuite, il enchaîne avec la triple couronne hongkongaise (qui a la particularité d'être réservée aux 4 ans) : le Classic Mile, la Classic Cup et enfin le Hong Kong Derby. Il devient le deuxième cheval à empocher les trois courses après Rapper Dragon en 2017. Après la trêve estivale, Golden Sixty effectue sa rentrée en septembre 2020 dans la Celebration Cup (Gr.3), véritable chasse gardée du plus fameux cheval hongkongais, Beauty Generation, qui a remporté les trois dernières éditions. Mais Beauty Generation, désormais âgé de 8 ans, est sur la descendante tandis que Golden Sixty s'affirme comme le meilleur cheval de la péninsule. Et l'aîné s'incline une première fois devant son cadet, terminant deuxième dead-heat Et une deuxième fois en octobre, dans le Sha Tin Trophy (Gr.2).
Quasiment invaincu et incontestable numéro 1 à Hong Kong, Golden Sixty doit encore prouver son talent dans une course internationale. Ce sera le Hong Kong Mile, dans lequel Beauty Generation fait ses adieux à la compétition. Et comme à son habitude, il fait parler sa faculté d'accélération pour régler un peloton dans lequel on trouve le tenant du titre, le Japonais Admire Mars (troisième), Beauty Generation (cinquième) et les Européens Order of Australia, récent vainqueur surprise de la Breeders' Cup Mile, et Romanised, lauréat l'an passé du Jacques Le Marois. Sa performance lui vaut un rating de 124, le dixième rating mondial de l'année. Golden Sixty semble invincible. Il enchaîne avec trois groupe 1, la Steward's Cup, la Hong Kong Gold Cup et le Champions Mile avant de prendre un long repos, auréolé d'un titre de cheval de l'année à Hong Kong.

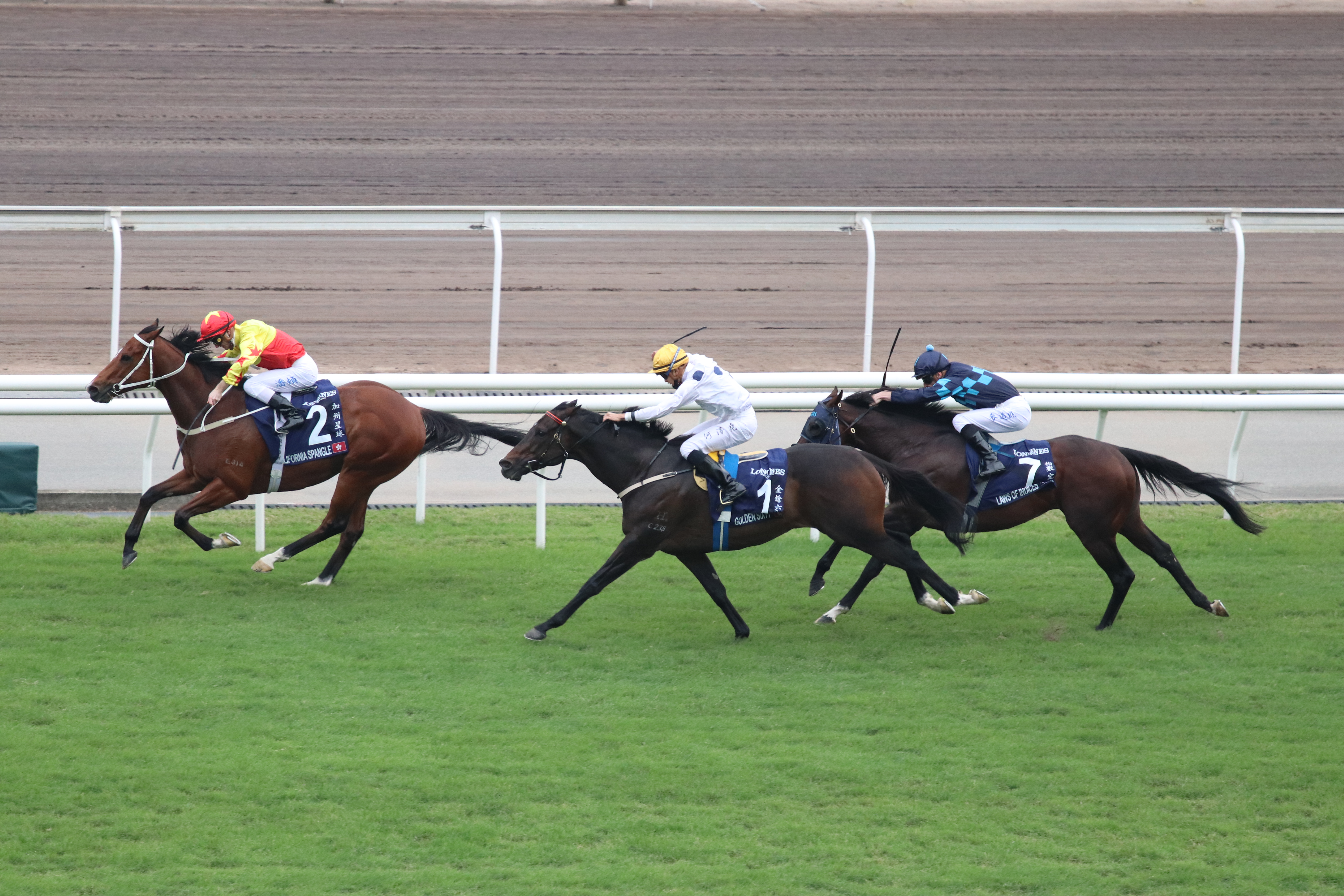
L'arrivée du Hong Kong Mile 2022.

Golden Sixty effectue une rentrée tardive, fin novembre 2021, synonyme de victoire dans le Jockey Club Mile (Gr.2), puis réussit le doublé dans le Hong Kong Mile, malgré une seule course dans les jambes, et pousse son rating à 125. Désormais titulaire de huit victoires de groupe 1, invaincu depuis deux ans et demi et 16 courses, il s'est approprié tous les records des deux légendes hongkongaises Silent Witness et Beauty Generation : record de gains (il approche les 100 millions de dollars hongkongais), record de victoires sur la péninsule (19), record de groupe 1. Reste à gagner une deuxième Stewards' Cup pour déposséder Silent Witness de son record de victoires consécutives (17). C'est raté. Piégé à la corde durant le parcours, il trouve finalement le jour et fond sur le vieux briscard Waikulu, qui avait battu Beauty Generation dans cette même épreuve deux ans plus tôt, mais trop tard, il échoue à sa hanche. Et rebelote ensuite, dans la Hong Kong Gold Cup, sur un terrain il est vrai peu à sa convenance, à l'issue d'un mauvais parcours et sur une distance qui représente le bout du monde pour lui. Après ces deux défaites consécutives (une première dans sa carrière), Golden Sixty reprend sa marche en avant avec des victoires dans le Chairman's Trophy, où il prend sa revanche sur Russian Emperor qui l'avait défait un mois plus tôt et dans la Hong Kong Gold Cup, et conclut sa saison en conservant son titre dans le Champions Mile devant California Spangle.  
Fin 2022, à 7 ans, Golden Sixty reprend son bâton de pèlerin et entame sa cinquième saison par un succès, le troisième, dans le Jockey Club Mile, face à son nouveau rival, California Spangle. Mais ce dernier semble bien décidé à contester sa souveraineté, et le prive d'un triplé dans le Hong Kong Mile. Les challengers s'accumulent. Maintenant, c'est Romantic Warrior qui toque à la porte : il a gagné le Hong Kong Derby devant California Spangle en mars et enquillé trois victoires depuis, dont la Queen Elizabeth II Cup et la Hong Kong Cup, avec brio. Mais dans la Steward's Cup Golden Sixty repousse les impétrants, il s'impose devant Romantic Warrior et California Spangle. Et, ne voulant rien céder, défait à nouveau le premier nommé dans la Gold Cup, d'une tête. Sa troisième victoire dans le Champions Mile, fin avril, lui permet d'obtenir un troisième titre de cheval de l'année consécutif (un record), et de devenir, avec près de 148 millions de dollars hongkongais de gains (soit environ 17 millions d'euros), le cheval le plus riche de l'histoire des courses mondiales, surpassant Winx, l'Australienne aux 25 groupe 1.      
Il n'est toujours pas question de retraite pour Golden Sixty. En décembre 2023, le champion entame sa sixième saison, après plus de sept mois d'absence. Et on dirait un poulain : il s'offre un troisième succès dans le Hong Kong Mile, sa dixième victoire de groupe 1. Mais ce succès est sans doute en trompe-l'œil, et en réalité le vétéran accuse le poids des ans. La preuve arrive fin avril dans le Champions Mile, dont il est le triple tenant du titre. Il y est battu à la régulière et, pour la seconde fois en 30 courses, ne monte pas sur le podium. À l'issue de la course, son entraîneur Francis Lui, confirme que Golden Sixty vient de faire ses adieux, après 26 victoires en 31 courses, dix groupe 1 et près de 20 millions d'euros de gains.        

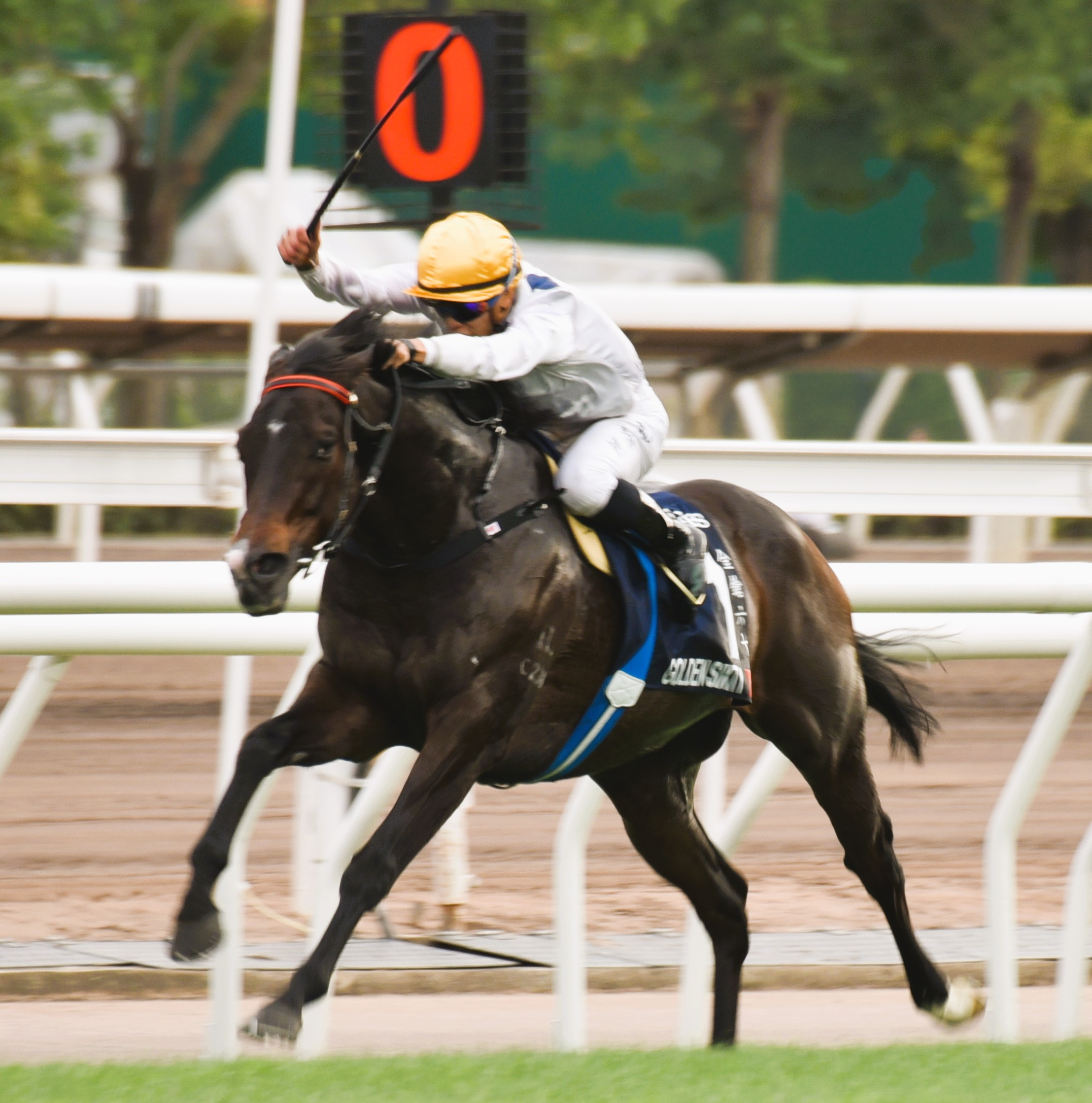
Victoire dans le Hong Kong Mile 2023

### Résumé de carrière
| Date               | Hippodrome         | Pays               | Course                                 | Statut             | Distance           | Jockey             | Place              | Écart              | Vainqueur ou deuxième |
| 2018 / 2019, 3 ans | 2018 / 2019, 3 ans | 2018 / 2019, 3 ans | 2018 / 2019, 3 ans                     | 2018 / 2019, 3 ans | 2018 / 2019, 3 ans | 2018 / 2019, 3 ans | 2018 / 2019, 3 ans | 2018 / 2019, 3 ans | 2018 / 2019, 3 ans    |
| ------------------ | ------------------ | ------------------ | -------------------------------------- | ------------------ | ------------------ | ------------------ | ------------------ | ------------------ | --------------------- |
| 31 mars            | Sha Tin            | Hong Kong          | Castle Peak Bay Handicap               | Class 4            | 1 200 m            | Yo Chak-yiu        | 1er / 11           | 1 ½                | Shining Ace           |
| 28 avril           | Sha Tin            | Hong Kong          | FWD Insurance Act Private Handicap     | Class 3            | 1 200 m            | Yo Chak-yiu        | 1er / 14           | enc.               | Lockheed              |
| 8 juin             | Sha Tin            | Hong Kong          | Pok Fu Lam Country Park Handicap       | Class 3            | 1 200 m            | Yo Chak-yiu        | 1er / 10           | 1/2                | Croissant             |
| 7 juillet          | Sha Tin            | Hong Kong          | Members' Care@HKJC 1400m Handicap      | Class 3            | 1 400 m            | Yo Chak-yiu        | 10e / 14           |                    | Star Performance      |
| 2019 / 2020, 4 ans |                    |                    |                                        |                    |                    |                    |                    |                    |                       |
| 1er septembre      | Sha Tin            | Hong Kong          | Sunset Peak Handicap                   | Class 3            | 1 200 m            | Yo Chak-yiu        | 1er / 9            | 1 ¼                | Croissant             |
| 20 octobre         | Sha Tin            | Hong Kong          | Iwc Excellent Handicap                 | Class 2            | 1 400 m            | Yo Chak-yiu        | 1er / 13           | 1 ¼                | Encouraging           |
| 23 novembre        | Sha Tin            | Hong Kong          | Chevalier Property Investment Handicap | Class 2            | 1 400 m            | Yo Chak-yiu        | 1er / 14           | 1 ¼                | Lucky Hero            |
| 1er janvier        | Sha Tin            | Hong Kong          | Chinese Club Challenge Cup             | Gr. 3              | 1 400 m            | Yo Chak-yiu        | 1er / 8            | 2                  | Fat Turtle            |
| 27 janvier         | Sha Tin            | Hong Kong          | Hong Kong Classic Mile                 | Conditions         | 1 600 m            | Yo Chak-yiu        | 1er / 9            | 1 ¼                | More Than This        |
| 23 février         | Sha Tin            | Hong Kong          | Hong Kong Classic Cup                  |                    | 1 800 m            | Yo Chak-yiu        | 1er / 10           | 1/2                | Champion's Way        |
| 22 mars            | Sha Tin            | Hong Kong          | Hong Kong Derby                        |                    | 2 000 m            | Yo Chak-yiu        | 1er / 14           | enc.               | Playa del Puente      |
| 2020 / 2021, 5 ans |                    |                    |                                        |                    |                    |                    |                    |                    |                       |
| 27 septembre       | Sha Tin            | Hong Kong          | Celebration Cup                        | Gr. 3              | 1 400 m            | Yo Chak-yiu        | 1er / 11           | 1 ¾                | Beauty Generation     |
| 18 octobre         | Sha Tin            | Hong Kong          | Sha Tin Trophy                         | Gr. 2              | 1 600 m            | Yo Chak-yiu        | 1er / 12           | 1/2                | Ka Ying Star          |
| 22 novembre        | Sha Tin            | Hong Kong          | Jockey Club Mile                       | Gr. 2              | 1 600 m            | Yo Chak-yiu        | 1er / 7            | 1 ½                | Ka Ying Star          |
| 13 décembre        | Sha Tin            | Hong Kong          | Hong Kong Mile                         | Gr. 1              | 1 600 m            | Yo Chak-yiu        | 1er / 10           | 2                  | Southern Legend       |
| 24 janvier         | Sha Tin            | Hong Kong          | Stewards' Cup                          | Gr. 1              | 1 600 m            | Yo Chak-yiu        | 1er / 8            | tête               | Southern Legend       |
| 21 février         | Sha Tin            | Hong Kong          | Hong Kong Gold Cup                     | Gr. 1              | 2 000 m            | Yo Chak-yiu        | 1er / 7            | cte tête           | Furore                |
| 25 avril           | Sha Tin            | Hong Kong          | Champions Mile                         | Gr. 1              | 1 600 m            | Yo Chak-yiu        | 1er / 6            | tête               | More Than This        |
| 2021 / 2022, 6 ans |                    |                    |                                        |                    |                    |                    |                    |                    |                       |
| 21 novembre        | Sha Tin            | Hong Kong          | Jockey Club Mile                       | Gr. 2              | 1 600 m            | Yo Chak-yiu        | 1er / 7            | 1                  | Waikuku               |
| 12 décembre        | Sha Tin            | Hong Kong          | Hong Kong Mile                         | Gr. 1              | 1 600 m            | Yo Chak-yiu        | 1er / 11           | 1 ¾                | More Than This        |
| 23 janvier         | Sha Tin            | Hong Kong          | Stewards' Cup                          | Gr. 1              | 1 600 m            | Yo Chak-yiu        | 2e / 7             | 3/4                | Waikuku               |
| 20 février         | Sha Tin            | Hong Kong          | Hong Kong Gold Cup                     | Gr. 1              | 2 000 m            | Yo Chak-yiu        | 3e / 10            | 5 ¾                | Russian Emperor       |
| 3 avril            | Sha Tin            | Hong Kong          | Chairman's Trophy                      | Gr. 2              | 1 600 m            | Yo Chak-yiu        | 1er / 12           | 2                  | Russian Emperor       |
| 24 avril           | Sha Tin            | Hong Kong          | Champions Mile                         | Gr. 1              | 1 600 m            | Yo Chak-yiu        | 1er / 8            | 2                  | California Spangle    |
| 2022 / 2023, 7 ans |                    |                    |                                        |                    |                    |                    |                    |                    |                       |
| 20 novembre        | Sha Tin            | Hong Kong          | Jockey Club Mile                       | Gr. 2              | 1 600 m            | Yo Chak-yiu        | 1er / 7            | enc.               | California Spangle    |
| 11 décembre        | Sha Tin            | Hong Kong          | Hong Kong Mile                         | Gr. 1              | 1 600 m            | Yo Chak-yiu        | 2e / 9             | enc.               | California Spangle    |
| 29 janvier         | Sha Tin            | Hong Kong          | Stewards' Cup                          | Gr. 1              | 1 600 m            | Yo Chak-yiu        | 1er / 7            | 1                  | Romantic Warrior      |
| 23 février         | Sha Tin            | Hong Kong          | Hong Kong Gold Cup                     | Gr. 1              | 2 000 m            | Yo Chak-yiu        | 1er / 7            | tête               | Romantic Warrior      |
| 30 avril           | Sha Tin            | Hong Kong          | Champions Mile                         | Gr. 1              | 1 600 m            | Yo Chak-yiu        | 1er / 9            | 1 ½                | Beauty Joy            |
| 2023 / 2024, 8 ans |                    |                    |                                        |                    |                    |                    |                    |                    |                       |
| 10 décembre        | Sha Tin            | Hong Kong          | Hong Kong Mile                         | Gr. 1              | 1 600 m            | Yo Chak-yiu        | 1er / 14           | 1 ½                | Voyage Bubble         |
| 28 avril           | Sha Tin            | Hong Kong          | Champions Mile                         | Gr. 1              | 1 600 m            | Yo Chak-yiu        | 4e / 11            | 3 ¼                | Beauty Eternal        |

## Origines
Golden Sixty est un fils de l'Américain Medaglia d'Oro, remarquable compétiteur ayant accumulé près de 6 millions de dollars de gains. Vainqueur de plusieurs groupe 1 pour chevaux d'âge (dont les Travers Stakes), il a terminé 2e des Belmont Stakes et 4e du Kentucky Derby, deuxième de la Dubaï World Cup et de la Breeders' Cup Classic en 2002 et 2003. Il est devenu un grand étalon, père de près de 30 vainqueurs de groupe 1, notamment les grandes championnes américaines Songbird et Rachel Alexandra. Son prix de saillie a logiquement connu une forte inflation, puisqu'il était tarifé $ 40 000 à ses débuts, avant d'être acquis en 2009 par les haras de Cheikh Mohammed, où il stationne aujourd'hui. Tarifé à $ 40 000 puis $ 60 000 la saillie, il propose ses services à $ 250 000 par la suite.
Sa mère, Gaudeamus, ne manquait pas de talent. Acquise yearling aux États-Unis pour $ 60 000 par Jim Bolger, elle s'adjugea les Debutante Stakes (Gr.2) au Curragh en 2006, avant d'être vendue poulinière en Australie où elle a donné un autre produit blacktype, Rainbow Connection (Choisir), placé de groupe 3. Gaudeamus est issue d'une grande famille de l'élevage Niarchos, puisque sa grand-mère Konafa, deuxième des 1000 Guinées en 1976, est aussi, via sa fille Koryeva, exceptionnelle poulinière, celle des champions Bosra Sham (par Woodman, lauréate des 1000 Guinées, des Champion Stakes et du Fillies' Mile) et son frère Hector Protector (par Woodman lui aussi, vainqueur de cinq groupe 1 à 2 et 3 ans : Prix Morny, Prix de la Salamandre, Grand Criterium, Poule d'Essai des Poulains, Prix Jacques Le Marois), et aussi de Shanghai (Procida), qui gagna une Poule d'Essai des Poulains. Grande famille, qui descend d'une jument anglaise, Queen's Statute, acquise dans les années 50 par le grand éleveur canadien E.P. Taylor, et d'où ressortent une multitude de champion, parmi lesquels Lammtarra, Pour Moi, Brief Truce ou encore Modern Games. 

### Pedigree
| Origines de Golden Sixty (AUS), hongre bai, 2015 | Origines de Golden Sixty (AUS), hongre bai, 2015 | Origines de Golden Sixty (AUS), hongre bai, 2015 | Origines de Golden Sixty (AUS), hongre bai, 2015 |
| ------------------------------------------------ | ------------------------------------------------ | ------------------------------------------------ | ------------------------------------------------ |
| Père Medaglia d'Oro 1999                         | El Prado 1989                                    | Sadler's Wells                                   | Northern Dancer                                  |
| Père Medaglia d'Oro 1999                         | El Prado 1989                                    | Sadler's Wells                                   | Fairy Bridge                                     |
| Père Medaglia d'Oro 1999                         | El Prado 1989                                    | Lady Capulet                                     | Sir Ivor                                         |
| Père Medaglia d'Oro 1999                         | El Prado 1989                                    | Lady Capulet                                     | Caps and Bells                                   |
| Père Medaglia d'Oro 1999                         | Cappucino Bay 1989                               | Bailjumper                                       | Damascus                                         |
| Père Medaglia d'Oro 1999                         | Cappucino Bay 1989                               | Bailjumper                                       | Court Circuit                                    |
| Père Medaglia d'Oro 1999                         | Cappucino Bay 1989                               | Dubbed In                                        | Silent Screen                                    |
| Père Medaglia d'Oro 1999                         | Cappucino Bay 1989                               | Dubbed In                                        | Society Singer                                   |
| Mère Gaudeamus 1998                              | Distorted Humor 1987                             | Forty Niner                                      | Mr Prospector                                    |
| Mère Gaudeamus 1998                              | Distorted Humor 1987                             | Forty Niner                                      | File                                             |
| Mère Gaudeamus 1998                              | Distorted Humor 1987                             | Danzig's Beauty                                  | Danzig                                           |
| Mère Gaudeamus 1998                              | Distorted Humor 1987                             | Danzig's Beauty                                  | Sweetest Chant                                   |
| Mère Gaudeamus 1998                              | Leo's Lucky Lady 1992                            | Seattle Slew                                     | Bold Reasoning                                   |
| Mère Gaudeamus 1998                              | Leo's Lucky Lady 1992                            | Seattle Slew                                     | My Charmer                                       |
| Mère Gaudeamus 1998                              | Leo's Lucky Lady 1992                            | Konafa                                           | Damascus                                         |
| Mère Gaudeamus 1998                              | Leo's Lucky Lady 1992                            | Konafa                                           | Royal Statute (famille 22-b)                     |